# Бурхун
Бурхун — село в Тулунском районе Иркутской области России. Административный центр Бурхунского муниципального образования.
Село расположено на левом берегу реки Ия. Бурхун находится примерно в 33 км к северо-востоку от районного центра — города Тулун.

## Население
| 2002 | 2010 | 2011 | 2012 |
| ---- | ---- | ---- | ---- |
| 654  | ↘586 | ↘584 | ↘568 |

По данным Всероссийской переписи населения 2010 года в селе проживало 586 человек (279 мужчин и 307 женщин).